# Bamff Road Bridge
Die Bamff Road Bridge ist eine Straßenbrücke in der schottischen Ortschaft Alyth in der Council Area Perth and Kinross. 1971 wurde die Brücke in die schottischen Denkmallisten in der Denkmalkategorie B aufgenommen.

## Beschreibung
Die Bamff Road Bridge befindet sich westlich des historischen Zentrums Alyths. Sie führt die Bamff Road, eine der Hauptverkehrsstraßen Alyths, über den Alyth Burn. Der Mauerwerksviadukt aus Feldstein überspannt den Alyth Burn mit einem ausgemauerten Segmentbogen. Brüstungen fassen die Fahrbahn ein. Sie wurden durch moderne Handläufe erhöht. Die Brüstungen fächern zu beiden Seiten leicht auf. An der Südseite ist die Bamff Road Bridge mit einem kleinen Vorlandbogen ausgeführt, der Flutschäden vermeiden soll. Ein eingelegte Plakette weist das Baujahr 1829 aus. Etwa 110 Meter flussabwärts führt die ältere Old Packbridge über den Fluss, die heute für den motorisierten Verkehr gesperrt ist.